# Leotard

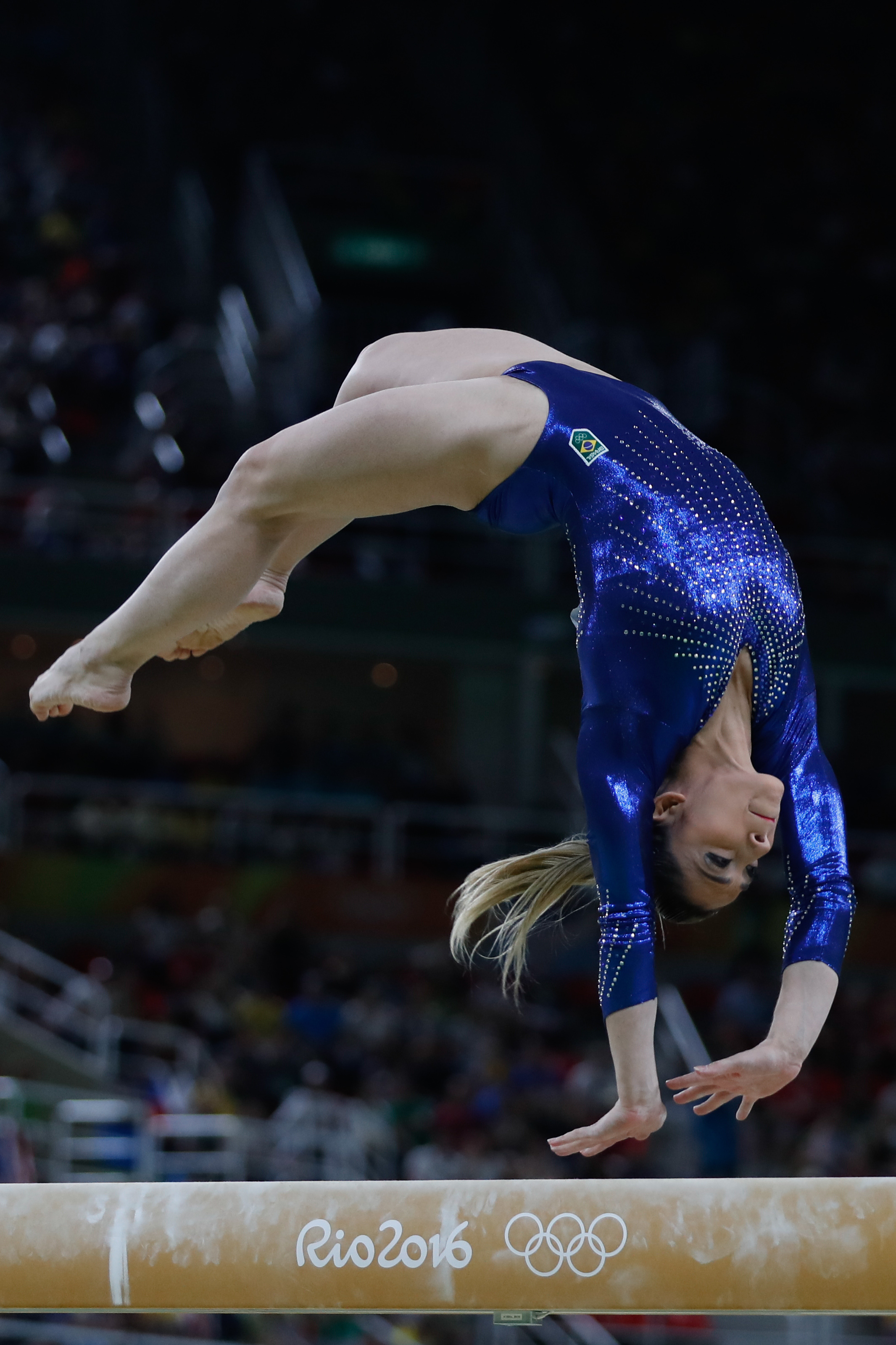
Eine junge Gymnastin in einem modernen Design des Leotards.

Das Leotard ist ein hautenges einteiliges Kleidungsstück aus Oberteil und angeschnittenem Slip. Leotards können ärmellos, kurz- oder langärmlig sein. Sie werden getragen von Akrobaten, Gymnastikern, Tänzern, Schauspielern und Künstlern im Zirkus, sowohl als praktische Kleidung als auch bei Vorführungen als Kostüm. Das Kleidungsstück wurde erfunden und bekannt durch den französischen Artisten Jules Léotard (1838–1870), der es bei seinen Auftritten trug.
Im Bereich Turnen und Gymnastik wird meist die Bezeichnung Turnanzug oder Gymnastikanzug verwendet, ansonsten auch Trikot als Oberbegriff. Eine Variation, bei der die Beine bedeckt sind, heißt Unitard.

## Beschreibung

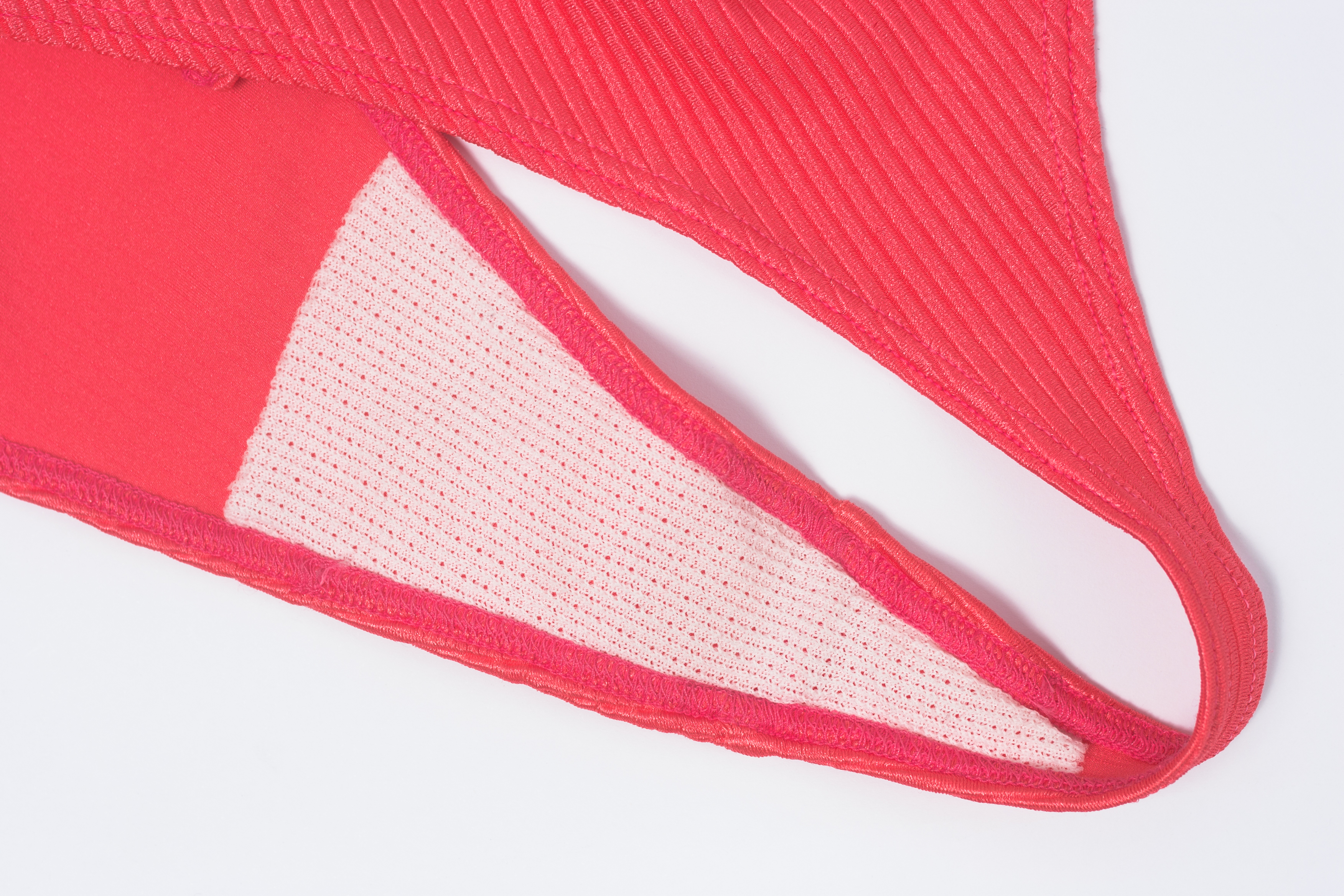
Schrittfutter aus synthetischer Netzware auf der Innenseite eines Stringleotards aus den 1980ern

In Leotards schlüpft man durch die Öffnung für den Hals. Das unterscheidet sie von Bodysuits, die im Allgemeinen Druckknöpfe im Schritt haben und daher ein Anziehen über den Kopf erlauben. Es gibt Leotard-Modelle, die sich an der Rückseite des Halses durch einen Reißverschluss oder Tropfenverschluss schließen lassen.
Leotards können für mehr Bewegungsfreiheit seitlich hoch über die Beine geschnitten sein. Der Schrittbereich oder mehr ist unter dem Oberstoff meist abgefüttert. Auch Strumpfhosen oder Leggings werden darunter getragen.
Leotards können wie ein Badeanzug ohne Unterwäsche getragen werden. Da die weibliche Brust bei Sportlerinnen mit wenig Körperfett in der Regel nur gering ausgebildet wird, ist keine oder nur minimale Stützung im Brustbereich eingearbeitet. Hierzu zählen Abnäher unter der Brust oder verstärkte Brustpartien. Ausnahmen bilden hier oft eingearbeitete BH-Schalen bei Tanzkleidern. Beim Ballett ist das Tragen von Unterwäsche nicht vorgesehen. Gymnastikrichter können in der Sportgymnastik Punkte wegen sichtbarer Unterwäsche abziehen.

## Geschichte

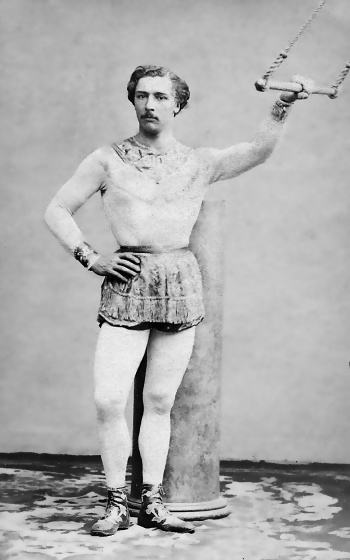
Jules Léotard in Kleidung, die seinen Namen trägt

Soweit bekannt, wurde der Name Leotard in England erstmals im Jahr 1886 verwendet, viele Jahre nach Léotards Tod. Léotard selbst nannte das Kleidungsstück ein maillot, das im heutigen Französischen unter anderem (Sport-)trikot und – kurz für maillot de bain – Badeanzug bedeutet. Im frühen 20. Jahrhundert war das Tragen von Leotards hauptsächlich auf den Zirkus und auf akrobatische Shows begrenzt, wo es Akrobaten bei ihren Darbietungen trugen.
In den 1920er und 1930er Jahren beeinflussten Leotards den Stil der Badekleidung, so wie Badeanzüge der Frauen in ihrem Aussehen Leotards ähneln. Das Kleidungsstück wurde nun von professionellen Tänzern getragen, etwa Showgirls am Broadway. Zum Gebrauch auf der Bühne wurde das Leotard gewöhnlich mit Strümpfen oder Strumpfhosen kombiniert.
In den 1950er Jahren setzte sich das Tragen des traditionell gestylten Leotards hauptsächlich durch Bühnenkünstler und Zirkusakteure fort. Man begann Leotards als einfache und funktionale Trainingskleidung zu verwenden, häufig in institutionalisierten Einrichtungen wie Schulen oder beim Fitnesstraining. Diese Stücke waren fast immer schwarz und wurden zusammen mit dicken Strumpfhosen getragen. Zwischen 1950 und 1970 blieben Leotards im Aussehen gleich, bis nach einer Modeänderung in den 1970er Jahren die bunteren Leotards aufkamen, häufig für Ballett und Training.
In den 1980er Jahren wurden Leotards sowohl als Trainings- als auch Straßenkleidung üblich, popularisiert durch die Aerobic-Welle dieser Zeit. Bei der Verwendung als Straßenbekleidung wurde, analog zum Body, zusätzliche Oberkleidung über dem Höschenteil getragen. Für Leotards wurden Gemische aus Nylon und Spandex eingesetzt, jedoch blieben eher traditionelle uni-farbige Baumwoll-Leotards mit Strumpfhosen und häufig mit einem Gurt hinten in Anwendung.

## Moderne Verwendung
Leotards wurden als Outfit für Übungen in den 1990er Jahren merklich weniger populär und durch bequemere Kleidung ersetzt wie Crop tops. Der Gebrauch von Leotards mit Strumpfhosen für Fitness- und Trainingszwecke ist mittlerweile außer Gebrauch, aber das Leotard wird im traditionellen Ballett, auf den Bühnen von Musikproduktionen und in der Gymnastik verwendet. Bekanntes Beispiel ist Maddie Ziegler, welche in den Musikvideos und Live-Performances von Sia stets in einem hautfarbenen Leotard auftritt. 
Leotards in Verbindung mit Strumpfhosen werden noch von Jugendlichen bei Tätigkeiten wie Tanz, Training oder Ballett verwendet. Sie werden allgemein in der Sportgymnastik getragen, normalerweise ein ärmelloses in den Übungen und ein langärmliges in den Wettbewerben. Leotards können andererseits als Damenunterwäsche oder als Oberteil getragen werden und sind für manchen erotisierend und häufig Teil eines erweiterten Wäschefetischismus. So haben Leotards, parallel zu Bodys, auch einen Platz in der Mode- und Erotik-Fotografie.

## Variation als Turnier-, Kür-, Tanz-Kleid

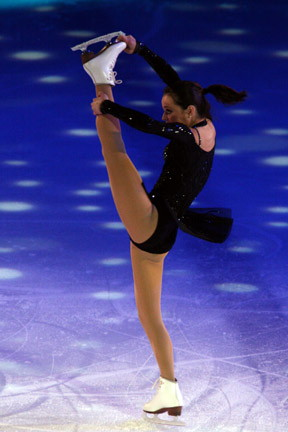
Leotard mit leichtem Kleid darüber als Kürkleid

Leotards sind beim Eiskunstlauf und Tanzsport als eine Art Kleid zu finden, dessen Rockteil den Po halb bedeckt oder bis auf den Boden reicht.
- als Leotard mit angenähtem Rock/Tutu
- mit über dem Leotard befestigtem leichtem Kleid
- als Kleid mit angenähtem Slip in der gleichen Machart wie das gesamte Kleid

Letztere sind häufig in Tanzfilmen aus den 1940er bis 1960er Jahren zu sehen.

## Typische Sportarten mit Leotards und deren Abkömmlingen als Sportkleidung
- Tanz
- Ringen
- Laufsport (Frauen und Männer)
- Fitness und Aerobic (hauptsächlich Frauen)
- Gymnastik (Gymnastikanzüge, evtl. in Kombination mit Lycra-Leggings, Ganzanzüge)
- Schwimmen als einteiliger Badeanzug (Frauen und Männer)
- Kunstturnen, wobei die Männer noch eine Kunstturnshort drüber tragen
- Voltigieren (hauptsächlich Frauen): Voltigieranzüge